# Андерлинген
Андерлинген (њем. Anderlingen) општина је у њемачкој савезној држави Доња Саксонија. Једно је од 57 општинских средишта округа Ротенбург (Виме). Према процјени из 2010. у општини је живјело 910 становника. Посједује регионалну шифру (AGS) 3357003.

## Географија
Андерлинген се налази у савезној држави Доња Саксонија у округу Ротенбург (Виме). Општина се налази на надморској висини од 18 метара. Површина општине износи 35,7 km². У самом мјесту је, према процјени из 2010. године, живјело 910 становника. Просјечна густина становништва износи 26 становника/km².